# Hello Kitty's Furry Tale Theater
Pour les articles homonymes, voir Hello Kitty.
Hello Kitty's Furry Tale Theater est une série télévisée d'animation américano-japonaise en treize épisodes de 22 minutes (ou 26 segments de 11 minutes), basée sur le personnage d'Hello Kitty. Produite par Dic Entertainment, elle a été diffusée aux États-Unis entre le 19 septembre et le 12 décembre 1987 sur le réseau CBS.
En France, elle a été diffusée à partir du 14 janvier 1989 sur Antenne 2 dans Calin Matin. Elle reste inédite dans les autres pays francophones.

## Distribution

### Voix anglaises
- Tara Charandoff : Hello Kitty
- Elizabeth Hanna : Mama Kitty / Grandma Kitty
- Carl Banas : Grandpa Kitty
- Len Carlson : Papa Kitty
- Sean Roberge : Tuxedo J. Orville Sam
- Mairon Bennett : My Melody
- Noam Zylberman : Chip
- Cree Summer Francks : Catnip
- Denise Pidgeon : Fangora
- Greg Morton : Grinder
- Fred Savage : Mowzer

### Voix françaises
- Evelyne Grandjean : Hello Kitty, grand-mère Kitty
- Lucie Dolène : Chip, maman Kitty
- Françoise Fleury : Catnip, Fangora
- Pierre Trabaud : papa Kitty
- Louis Arbessier : grand-père Kitty
- Claude Chantal
- Céline Monsarrat